# داولت‌کولوو ۱-یه
داولت‌کولوو ۱-یه (انگلیسی: Davletkulovo 1-ye) یک شهرک در شهرستان کوگارچینسکی جمهوری باشقیرستان در کشور روسیه است.